# Xã Eagle Point, Quận Ogle, Illinois
Xã Eagle Point (tiếng Anh: Eagle Point Township) là một xã thuộc quận Ogle, tiểu bang Illinois, Hoa Kỳ. Năm 2010, dân số của xã này là 227 người.